# Mattexey
Mattexey est une commune française située dans le département de Meurthe-et-Moselle, en Région Grand Est.

## Géographie
|            | Seranville         | Vallois   |
| Giriviller | Mattexey           | Magnières |
|            | Clézentaine Vosges |           |

Le bâtiment de la mairie est à 290 mètres d'altitude.
La totalité du territoire communal est située dans le bassin versant de la Mortagne, affluent de la Meurthe. Le village est traversé par la route départementale no 22 qui relie Bayon à l'ouest, à Baccarat à l'est. Les villages voisins de Seranville et de Clézentaine sont reliés par la départementale no 147.

### Hydrographie
La commune est dans le bassin versant du Rhin au sein du bassin Rhin-Meuse. Elle est drainée par le ruisseau de Boiret,.

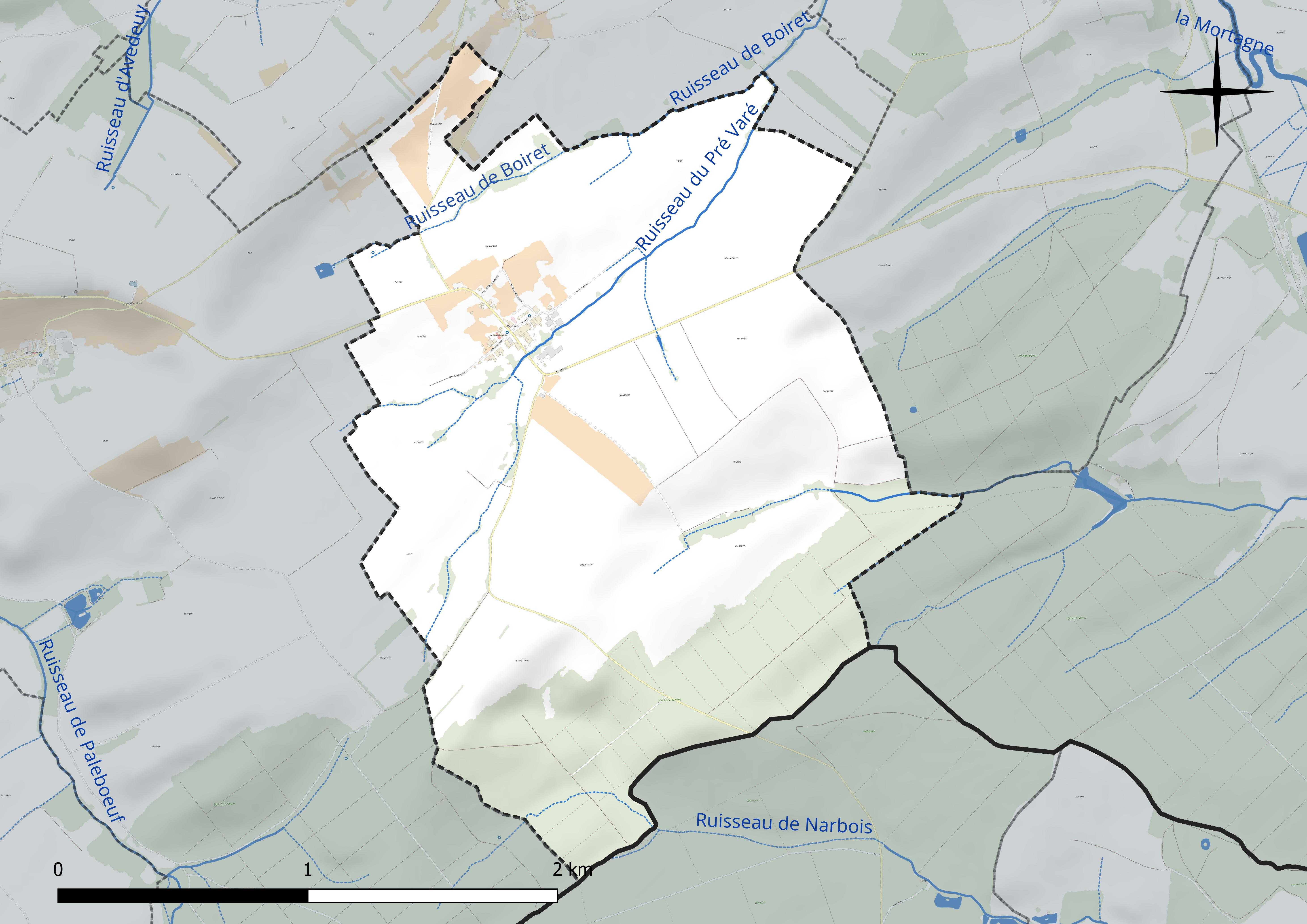
Réseau hydrographique de Mattexey.

### Climat
Pour des articles plus généraux, voir Climat du Grand Est et Climat de Meurthe-et-Moselle.
En 2010, le climat de la commune est de type climat des marges montargnardes, selon une étude du Centre national de la recherche scientifique s'appuyant sur une série de données couvrant la période 1971-2000. En 2020, Météo-France publie une typologie des climats de la France métropolitaine dans laquelle la commune est exposée à un climat semi-continental et est dans la région climatique Lorraine, plateau de Langres, Morvan, caractérisée par un hiver rude (1,5 °C), des vents modérés et des brouillards fréquents en automne et hiver.
Pour la période 1971-2000, la température annuelle moyenne est de 9,6 °C, avec une amplitude thermique annuelle de 17,1 °C. Le cumul annuel moyen de précipitations est de 806 mm, avec 11,6 jours de précipitations en janvier et 9,9 jours en juillet. Pour la période 1991-2020, la température moyenne annuelle observée sur la station météorologique de Météo-France la plus proche, « Roville », sur la commune de Roville-aux-Chênes à 9 km à vol d'oiseau, est de 10,3 °C et le cumul annuel moyen de précipitations est de 833,3 mm. 
La température maximale relevée sur cette station est de 40 °C, atteinte le 25 juillet 2019 ; la température minimale est de −24,5 °C, atteinte le 2 janvier 1971,,.
Les paramètres climatiques de la commune ont été estimés pour le milieu du siècle (2041-2070) selon différents scénarios d'émission de gaz à effet de serre à partir des nouvelles projections climatiques de référence DRIAS-2020. Ils sont consultables sur un site dédié publié par Météo-France en novembre 2022.

## Urbanisme
Le village ne compte que deux rues qui se croisent perpendiculairement en leur milieu.

### Typologie
Au 1er janvier 2024, Mattexey est catégorisée commune rurale à habitat dispersé, selon la nouvelle grille communale de densité à sept niveaux définie par l'Insee en 2022.
Elle est située hors unité urbaine. Par ailleurs la commune fait partie de l'aire d'attraction de Nancy, dont elle est une commune de la couronne,. Cette aire, qui regroupe 353 communes, est catégorisée dans les aires de 200 000 à moins de 700 000 habitants,.

### Occupation des sols
L'occupation des sols de la commune, telle qu'elle ressort de la base de données européenne d’occupation biophysique des sols Corine Land Cover (CLC), est marquée par l'importance des territoires agricoles (78,1 % en 2018), une proportion identique à celle de 1990 (78,1 %). La répartition détaillée en 2018 est la suivante : terres arables (62,6 %), forêts (21,9 %), zones agricoles hétérogènes (15,5 %). L'évolution de l’occupation des sols de la commune et de ses infrastructures peut être observée sur les différentes représentations cartographiques du territoire : la carte de Cassini (XVIIIe siècle), la carte d'état-major (1820-1866) et les cartes ou photos aériennes de l'IGN pour la période actuelle (1950 à aujourd'hui).

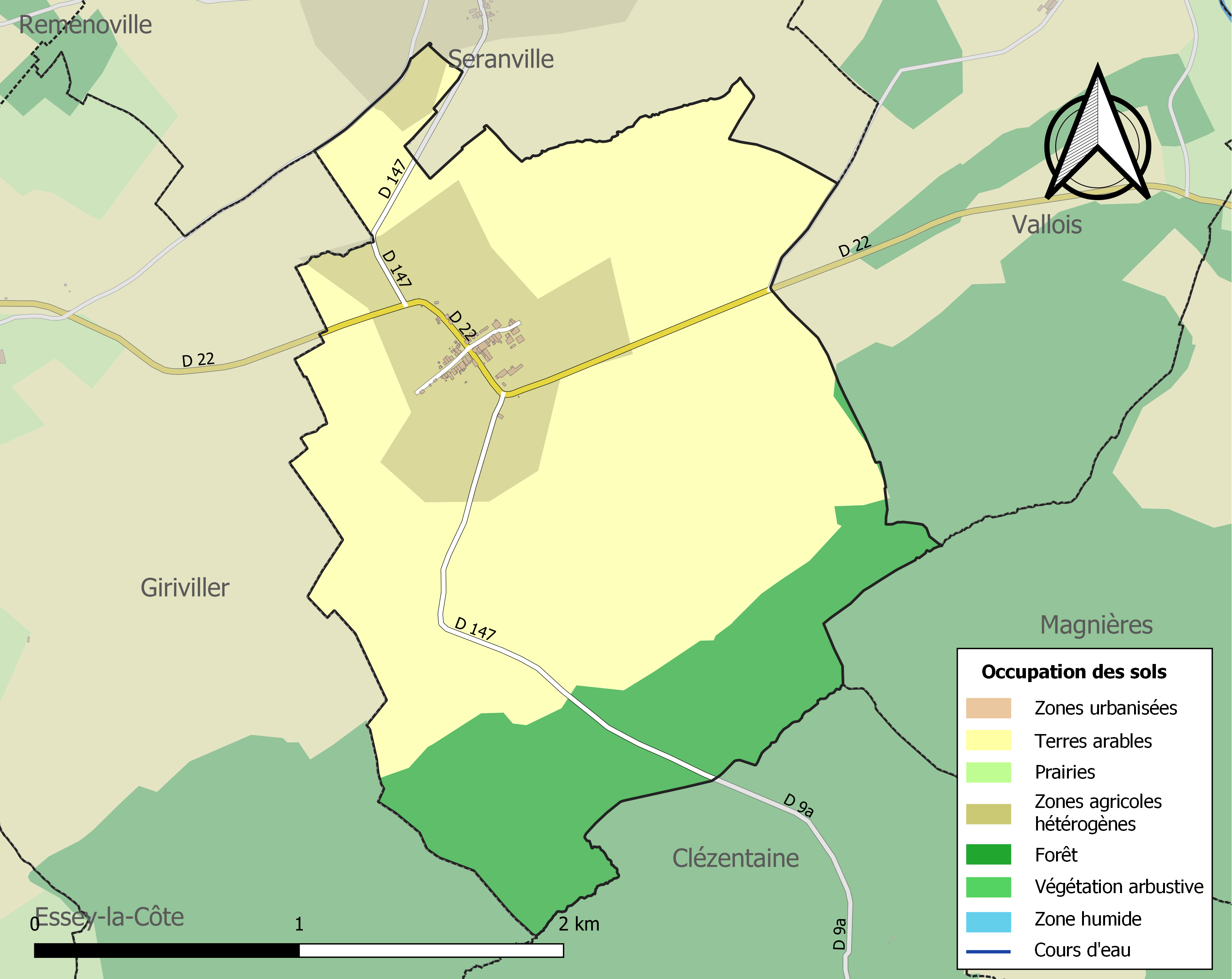
Carte des infrastructures et de l'occupation des sols de la commune en 2018 (CLC).

## Toponymie
Le nom de la localité est attesté sous les formes Marthesey  en 1191 ; Martexeyum en 1402 ; Marthexey en 1499 ; Metthexey près de Valloy en 1539 ; Mattexey en 1594 ; Mattexay ou Mettezey en 1710.
Jean Spaite identifie dans le premier élément Marthes- du toponyme le nom de personne latin Maticius. Marie-Thérèse Morlet, quant à elle, suggère d'y reconnaître le nom de personne latin Martius. Il est suivi dans tous les cas du suffixe -acum, d'origine gauloise marquant le lieu ou la propriété et il a abouti régulièrement à la terminaison notée -ei au Moyen Âge, puis -ey par la suite.
Buchmüller-Pfaff date ce type de toponyme composé d'un nom de personne et du suffixe -acum entre les IVe siècle et VIIIe siècle de notre ère.

## Histoire
Dans le dictionnaire géographique de la Meurthe, on lit qu'il existait à Mattexey un chemin dit « chemin de la vieille église ». Cela sous-entend qu'il a existé une église à un autre emplacement que l'actuel.
En 1239, Wauthier, chevalier et seigneur d'Haussonville abandonne « les corvées et le breuil qu'il possède à Mattexey ainsi que les redevances et cens en toutes sortes » au profit de l'abbaye de Moyenmoutiers.
En 1594, Mattexey fait partie de la prévôté et châtellenie de Rosières (aux Salines).
Au début du 18e siècle, la Commune ne compte plus que 13 habitants. Sa seigneurie appartient au comte d'Haussonville. Le marquis de Gerbéviller et celui de Blainville y ont des propriétés foncières.
Dans une déclaration d'août 1704 portant règlement pour les haut-conduits de Lorraine et du Barrois, il est indiqué que Mattexey fait partie de la prévôté de Rosières et du haut-conduit de Salins-l'Étape.
En 1710, Mattexey ou Mettexey fait partie de la prévôté et office de Rosières (aux-Salines).
À la veille de la Révolution, Mattexey fait partie du bailliage de Lunéville et de la généralité de Nancy. C'est le droit coutumier de Lorraine qui s'y applique.

### Période révolutionnaire
Entre mars et juillet 1794 eurent lieu les épurations des municipalités. Le maire de Mattexey fut démis de ses fonctions pour désobéissance aux lois ou aux réquisitions.

### Guerres napoléoniennes
Lorsqu'elle fut créée, la médaille de Sainte-Hélène fut remise à sept habitants de Mattexey encore vivant en 1857 et ayant combattu pendant le Premier Empire :
Dominique Balland né à Mattexey en 1792 mobilisé dans les régiments 32e puis 18e de ligne pendant la période 1813-1814.
Nicolas Balland né à Mattexey en 1789 mobilisé au 23e léger pendant la période 1813-1814.
Jean-Claude Hilaire né en 1791 mobilisé au 8e d'artillerie à pied et ayant combattu à Boulogne, Bautzen, Waterloo et France.
Jean-charles Math né en 1787 à Franconville (Meurthe-et-Moselle) et mobilisé au 23e léger pendant la période 1814-1815.
Louis-André Munier Dujin né en 1788 mobilisé au 95e ligne, 11e dragons et 2e hussards ayant combattu entre 1808 et 1815 en Espagne, Russie, à Dantzig et en France.
Nicolas Noirclaude né en 1789 mobilisé au 1er régiment d'artillerie à pied en 1815.
Nicolas Perrin né à Mattexey en 1793 mobilisé au 23e de ligne ayant combattu en Russie, à Lutzen, à Bautzen en Belgique et en France.

### Période moderne
En 1822, la commune compte 208 habitants dans 39 habitations. On mentionne à cette époque 9 hectares de vignes.
Le 30 août 1867, le conseil général des Vosges examine une délibération du conseil municipal de Mattexey transmise par les préfectures respectives. Cette délibération demande le classement à titre d'intérêt commun du chemin reliant Mattexey à Clézentaine. Les élus vosgiens donnent une suite favorable.
En 1872, le village se singularise par un généreux geste de solidarité nationale en envoyant 1 581 francs, le produit d'une souscription, en guise de participation à « la rançon exigée par l'Allemagne ».
En 1889, on recense deux boulangers et deux aubergistes à Mattexey.
En août 1914, la commune est occupée par l'armée allemande pendant 48 heures. Les bombardements ont tué une personne civile. Trois maisons sont entièrement détruites par les bombes et douze immeubles sont sérieusement endommagés. L'occupant a systématiquement pillé les denrées et les récoltes. Le site mémoire des hommes recense 172 fiches de soldats français tués sur la commune en 1914.
En août 1916, un devis établit le montant global des travaux de reconstruction de Mattexey à 11 000 francs. C'est autant que les villages voisins de Vennezey, Giriviller et Essey-la-Côte réunis.
Neuf habitants mobilisés pendant ce conflit sont déclarés «morts pour la France». Leurs noms figurent sur le monument aux morts de Mattexey.
L'annuaire administratif de 1922 indique 15 pompiers volontaires, 8 cultivateurs, 1 aubergiste, un boulanger, 1 bourrelier, 1 buraliste, 1 charron, 1 distillateur, 1 maréchal-ferrant, 1 repasseuse et 1 sellier.
Le 26 juillet 1922, la coopérative agricole de Bayon publie un appel d'offres pour l'électrification du village. Le cahier des charges stipule que les travaux devront être terminés pour le 1er novembre 1922.
Le 10 septembre 1922, Mattexey inaugure son monument aux morts en présence des habitants et des élus locaux. Le 95e régiment d'infanterie basé à Bourges a payé un lourd tribut dans les combats de Mattexey. C'est la raison pour laquelle monsieur Pierre Valude, député du Cher fit le déplacement pour cette inauguration. Était également présent monsieur Foucrier, directeur de la Dépêche du Cher et premier adjoint de la ville de Bourges. C'est lui dont le fils a été tué au combat à Mattexey, qui a offert le monument.
Le 14 septembre 1933, le conseil municipal est dissous.
En juin 1944, MM Bastien père et fils, habitants Mattexey et membres de la France libre, sont arrêtés par les Allemands et déportés à Dachau (voir ci-dessous les personnalités liées à la commune).
En 1946, une personne est condamnée aux travaux forcés à perpétuité pour avoir dénoncé monsieur Maire, habitant de Mattexey, qui n'est jamais revenu des camps allemands.
Dans sa revue trimestrielle de janvier 1957, le Pays Lorrain relate le don au Musée lorrain d'un coffre à archives daté de 1789 et provenant du greffe de Mattexey.

### Religion
Au début du 18e siècle, Les habitants disent que leur église (de Mattexey) est la mère-église de Vallois qui serait son annexe ; à noter qu'à la même période, ceux de Vallois disent l'inverse !
Prosper Thiéry natif de Mattexey fait sa profession de foi au couvent des Cordeliers à Nancy le 26 août 1750.
Un cahier de doléances du clergé du bailliage de Lunéville pour les états généraux de 1789 est cosigné par Vuillemin, curé de Mattexey et de Vallois.
Le 22 janvier 1791, les officiers municipaux de Rambervillers se rendent au monastère du Saint-Sacrement, dans l'abbaye d'Autrey pour dresser un état de toutes les religieuses composant ce couvent. L'institution religieuse était alors dirigée par mère Michel dont le nom était Jeanne Martin, native de Mattexey.
En 1793, Pierre Limbourg, ermite à Romémont (commune de Buissoncourt), est mentionné comme « cy-devant hermite à Mattexey ». Cela sous-entend qu'il a existé un ermitage à Mattexey avant la Révolution mais aucun autre élément ne permet de l'affirmer. Il pourrait s'agir d'une erreur de territoire car il y avait à cette époque l'ermitage de Montfort sur la commune voisine de Magnières.
En 1802, la cure de Mattexey est annexée à celle de Vallois puis à celle de Seranville en 1811.
Le 16 floréal an XII, Joseph Mougin curé de Matexey quitte la paroisse. Martin Raidot natif de Clézentaine est nommé curé de Mattexey le 1er juin 1815. Il est nommé à Flin le 1er septembre 1816. En 1822, la cure de Mattexey a pour annexe Giriviller et Seranville.
En 1920, le bulletin de l’œuvre de secours aux églises dévastées mentionne une aide à la réparation de 22 églises dans le diocèse de Nancy. Mattexey figure dans cette liste.

## Politique et administration

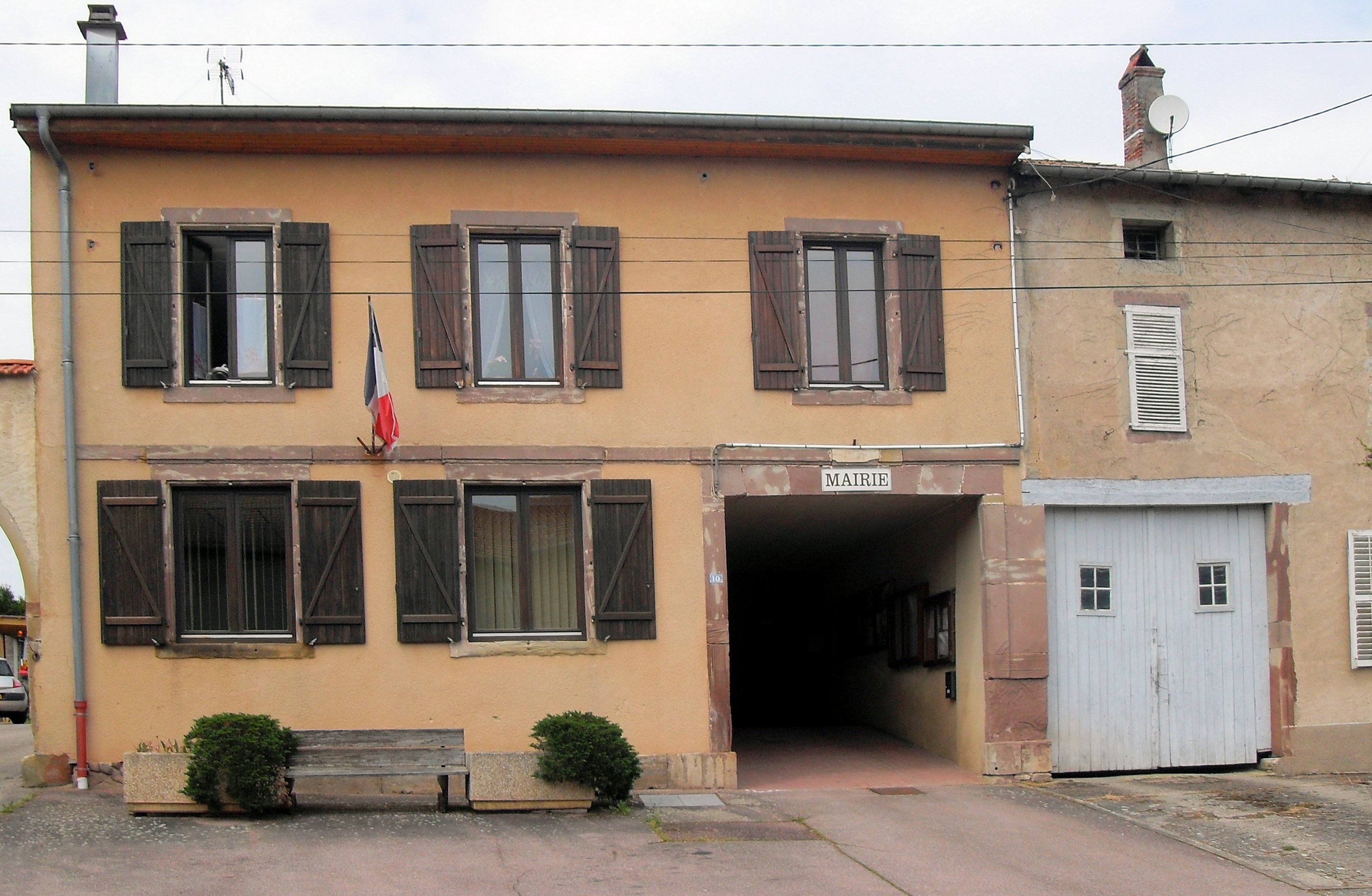
La mairie.

## Population et société

### Démographie
L'évolution du nombre d'habitants est connue à travers les recensements de la population effectués dans la commune depuis 1793. Pour les communes de moins de 10 000 habitants, une enquête de recensement portant sur toute la population est réalisée tous les cinq ans, les populations de référence des années intermédiaires étant quant à elles estimées par interpolation ou extrapolation. Pour la commune, le premier recensement exhaustif entrant dans le cadre du nouveau dispositif a été réalisé en 2007.

En 2022, la commune comptait 64 habitants, en évolution de −3,03 % par rapport à 2016 (Meurthe-et-Moselle : −0,13 %, France hors Mayotte : +2,11 %).
| 1793 | 1800 | 1806 | 1821 | 1831 | 1836 | 1841 | 1846 | 1851 |
| ---- | ---- | ---- | ---- | ---- | ---- | ---- | ---- | ---- |
| 165  | 176  | 184  | 208  | 212  | 212  | 198  | 198  | 197  |

| 1856 | 1861 | 1872 | 1876 | 1881 | 1886 | 1891 | 1896 | 1901 |
| ---- | ---- | ---- | ---- | ---- | ---- | ---- | ---- | ---- |
| 190  | 197  | 184  | 175  | 175  | 180  | 171  | 155  | 175  |

| 1906 | 1911 | 1921 | 1926 | 1931 | 1936 | 1946 | 1954 | 1962 |
| ---- | ---- | ---- | ---- | ---- | ---- | ---- | ---- | ---- |
| 158  | 136  | 99   | 102  | 90   | 87   | 77   | 73   | 59   |

| 1968 | 1975 | 1982 | 1990 | 1999 | 2006 | 2007 | 2012 | 2017 |
| ---- | ---- | ---- | ---- | ---- | ---- | ---- | ---- | ---- |
| 70   | 49   | 44   | 52   | 65   | 72   | 73   | 67   | 67   |

| 2022 | - | - | - | - | - | - | - | - |
| ---- | - | - | - | - | - | - | - | - |
| 64   | - | - | - | - | - | - | - | - |

## Culture locale et patrimoine

### Lieux et monuments
- Église Saint-Martin. Elle aurait été construite en 1752. Tour massive XVe.

### Personnalités liées à la commune
Hélène LOUIS née à Mattexey en 1876, fait partie d'une liste de "civils héroïques cités à l'ordre du jour" par le Gouvernement en 1916,. En 1919, c'est le maire de Bourges qui salue le courage de Mlle Louis pour les secours apportés à ses concitoyens combattant sur la commune de Mattexey.
Charles Gaston Bastien né à Mattexey le 11 mars 1897. Il s'engage dans la France libre en juin 1943. En 1944, des maquisards du groupe "Lorraine 42" s'installent dans les bâtiments de sa ferme de Purimont, un écart de Giriviller. Ils sont  attaqués en juin par les SS. En guise de représailles, Gaston Bastien et son fils aîné sont déportés par la Gestapo au camp de concentration de Dachau. Gaston Bastien y meurt de mauvais traitement en février 1945,. Le journal officiel du 14 mai 1959 publie le décret du 28 avril 1959 le faisant chevalier de la Légion d'honneur à titre posthume. Il a le statut de mort pour la France. Par arrêté du secrétaire d'État aux anciens combattants en date du 14 mai 1987, il est porté la mention « mort en déportation » sur son acte de décès.
Gustave Bastien, fils aîné du précédent, est né à Mattexey le 17 mars 1923. Il s'engage dans la France Libre en mars 1943. Comme son père, il est déporté en guise de représailles au camp de concentration de Dachau,. Il en revient vivant. Il est décédé à Dieuze le 3 avril 2009.

### Héraldique, logotype et devise
| Blason de Mattexey | Blason  | Mi-parti : au 1er d'or à la croix de gueules frettée d'argent, au 2e d'argent à la croix engrêlée de gueules. |
| Blason de Mattexey | Détails | La moitié gauche du blason est issue du blason d'Haussonville. La moitié droite ressemble partiellement à celle de Blainville-sur-L'eau. Les seigneurs de ces 2 communes étaient également seigneurs de Mattexey |